# CALML3
CALML3 (англ. Calmodulin like 3) – білок, який кодується однойменним геном, розташованим у людей на короткому плечі 10-ї хромосоми. Довжина поліпептидного ланцюга білка становить 149 амінокислот, а молекулярна маса — 16 891.
| 10         |  | 20         |  | 30         |  | 40         |  | 50         |
| ---------- |  | ---------- |  | ---------- |  | ---------- |  | ---------- |
| MADQLTEEQV |  | TEFKEAFSLF |  | DKDGDGCITT |  | RELGTVMRSL |  | GQNPTEAELR |
| DMMSEIDRDG |  | NGTVDFPEFL |  | GMMARKMKDT |  | DNEEEIREAF |  | RVFDKDGNGF |
| VSAAELRHVM |  | TRLGEKLSDE |  | EVDEMIRAAD |  | TDGDGQVNYE |  | EFVRVLVSK  |

A: Аланін

C: Цистеїн

D: Аспарагінова кислота

E: Глутамінова кислота

F: Фенілаланін

G: Гліцин

H: Гістидин

I: Ізолейцин

K: Лізин

L: Лейцин

M: Метіонін

N: Аспарагін

P: Пролін

Q: Глутамін

R: Аргінін

S: Серин

T: Треонін

V: Валін

Білок має сайт для зв'язування з іонами металів, іоном кальцію. 